# Cô bé bánh dâu (chương trình 2003)
Cô bé bánh dâu (tên tiếng Anh: Strawberry Shortcake) là một bộ phim hoạt hình dài tập nói về những cô, cậu bé ở vùng đất Dâu Tây (Strawberryland) được chiếu trên kênh Disney châu Á.

## Nội dung phim
Phim kể về đời sống thường ngày của những người bạn ở vùng đất Dâu Tây. Những người bạn này luôn luôn gặp những rắc rối nhỏ trong đời sống thường ngày nhưng họ luôn tìm ra cách để giải quyết những rắc rối ấy.

## Những nhân vật trong phim

### Những nhân vật chính
- Bánh Dâu (Strawberry Shortcake) là một cô bé hiền lành, tốt bụng, thương yêu em gái, coi trọng tình bạn và rất thích kết bạn với mọi người xung quanh.
- Bánh Táo (Apple Dumplin), em của Bánh Dâu Tây. Cô bé còn rất nhỏ và ngây thơ. Cô rất thích chơi cùng với chú vịt con thú cưng của mình.
- Bánh Thiên Thần (Angel Cake) là chủ của một lò bánh kem. Cô thường sáng tạo những chiếc bánh độc đáo và ngon miệng mà những người trong vùng đất Dâu Tây đều thích.
- Bánh Gừng (Ginger Snap) là cô bé chuyên làm ra những chiếc bánh quy độc đáo với đủ các hình dạng, màu sắc. Cô bé sở hữu một cỗ máy làm bánh siêu phàm và thường ăn rất nhiều sôcôla khi buồn.
- Bánh Cam (Orange Blossom) là một cô bé cực thích chăm sóc cây cối. Cô bé sở hữu một vườn cây ăn quả to lớn và làm được rất nhiều nước ép hoa quả từ vườn cây ấy.
- Bánh Cây Quất (viết tắt của Huckleberry) là cậu bé hiếu động rất thích phiêu lưu khắp nơi bằng chiếc ván trượt của mình.
- Bánh Xốp Việt Quất (Blueberry Muffin) cô có một ngôi nhà cổ kính nằm ở phia nam khu rừng của vùng đất Dâu Tây. Cô rất thích đọc sách và ăn mặc hợp thời trang.
- Nước Ga Cầu Vồng (Rainbow Sherbet), cô bé sống trên một con tàu, là người thích phiêu lưu mạo hiểm.
- Rượu Bạc Hà, là một cô bé gắt gỏng và gian xảo. Cô luôn tìm mọi cách để đạt được điều mình muốn mà không nghĩ đến người khác.
- Mâm Xôi là một cô bé thích tự do làm những điều mình muốn mà không để ý đến mọi người xung quanh. Nhưng cuối cùng cô cũng học được cách cư xử đúng đắn với người khác.

### Những nhân vật phản diện
- Bánh Nướng Tím của Núi Nhím (Peculiar Purple Pieman of Porcupine Peak) là một kẻ gian xảo, luôn tìm mọi cách để chiếm đoạt vùng đất Dâu Tây.
- Nho Chua (Sour Grapes) chị của Bánh Nướng Tím, có tính khinh người và cực kì khó chịu trong mọi việc.
- Bánh Pate(?) là người hay đồng tình với những ý định xấu xa của Nho Chua.Ông hay gắt gỏng với nhóm bạn của Bánh Dâu và cô Nho Chua khi cô đứng về phe Bánh Dâu.Ông luôn có âm mưu với nhóm Bánh Dâu nhưng bất thành.

3 Nhân vật này có trong tập phim dài

## Những con vật trong phim

### Những con vật chính
- Mèo Trứng Sữa (Custard) là một cô mèo biết nói khó tính. Luôn lừ đừ và không quan tâm đến mọi việc diễn ra xung quah mình.
- Chó Con (Pupcake) là một chú chó hiếu động, hay hú lên mỗi khi phấn khích. Chú bị Mèo Trứng Sữa ghét vì quá ồn ào.
- Ngựa Bánh Mật (Honey Pie Pony)là một cô ngựa thích nói chuyện với người khác. Bánh Mật đã từng đi rất nhiều vùng đất khác nhau và rất hay kể chuyện về các vùng đất ấy với mọi người không biết bao nhiêu lần mỗi ngày!